# 1042 Amazone
1042 Amazone este o planetă minoră (asteroid), cu un diametru de 63,92 km, din centura de asteroizi. A fost descoperită pe 22 aprilie 1925 la Observatorul Königstuhl de Karl Wilhelm Reinmuth și a fost numită după Amazoane. 
Obiectul prezintă o orbită caracterizată de o semiaxă mare de 3,234122 UAi, o excentricitate de 0,092513, o înclinație de 20,71395 ° în raport cu ecliptica.